# 킹스 채플 묘지

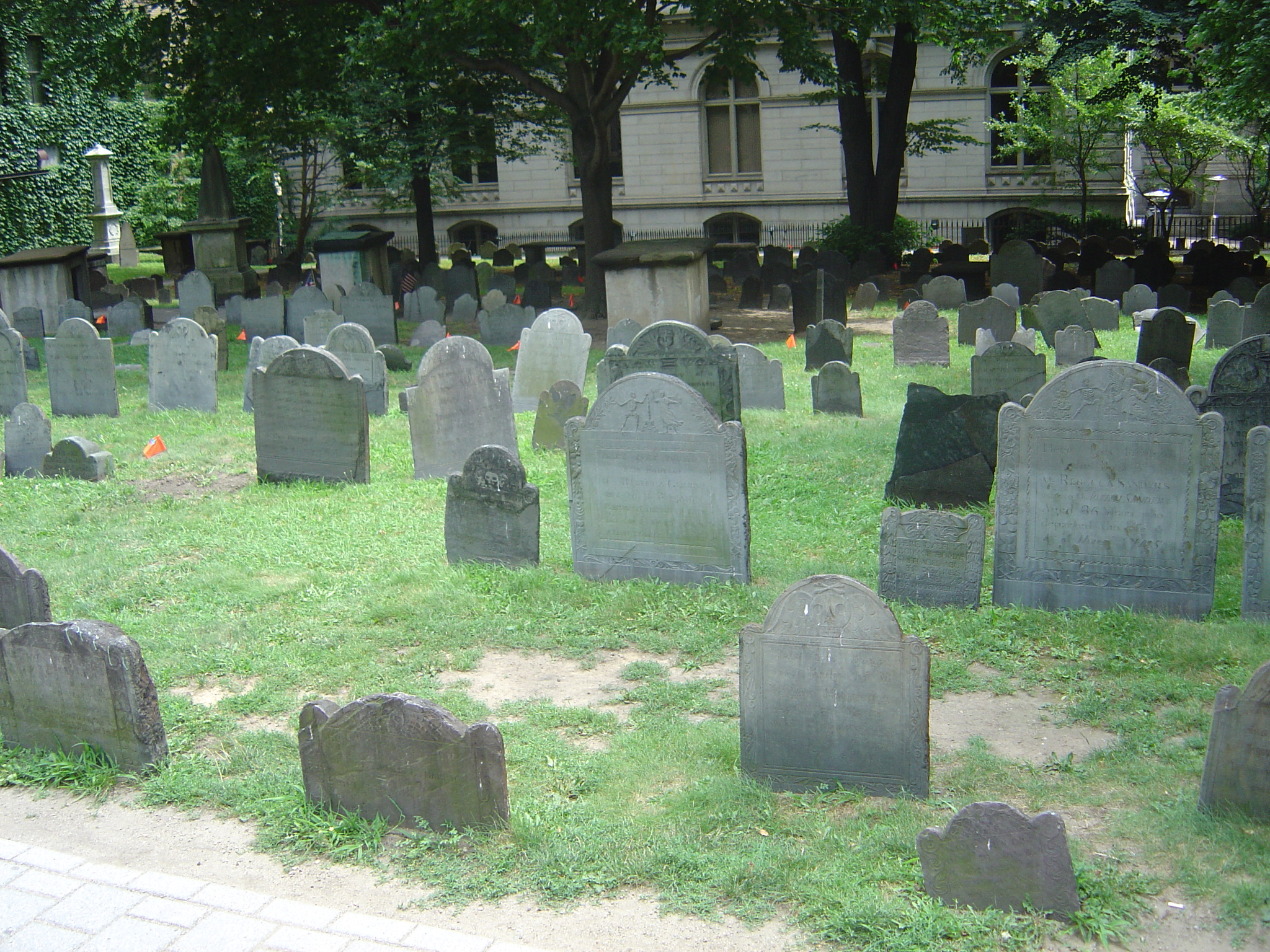
킹스 채플 묘지

킹스 채플 묘지(King's Chapel Burying Ground)는 보스턴 킹스 채플 내에 위치한 묘지로, 역사상의 주요 인물이 매장되어 있다.